# Tarhonya
Tarhonya is een traditionele droge deegwaar die gebruikt wordt in de Hongaarse keuken. De basis van tarhonya is een deeg gemaakt van meel, eieren, zout en water. Tarhonya wordt over het algemeen gevormd door het deeg met de vingers te knijpen of door een geschikte rasp te gebruiken. Het moet niet worden verward met het Turkse tarhana, waar het overigens wel zijn naam mogelijk aan ontleent.
Tarhonya kan op verschillende manieren worden bereid. Vaak wordt Tarhonya eerst gebakken in heet vet, boter of olie tot het goudbruin is en vervolgens met zout water gekookt.
Tarhonya wordt gebruikt in soep of wordt gecombineerd met gestoofd vlees zoals pörkölt.

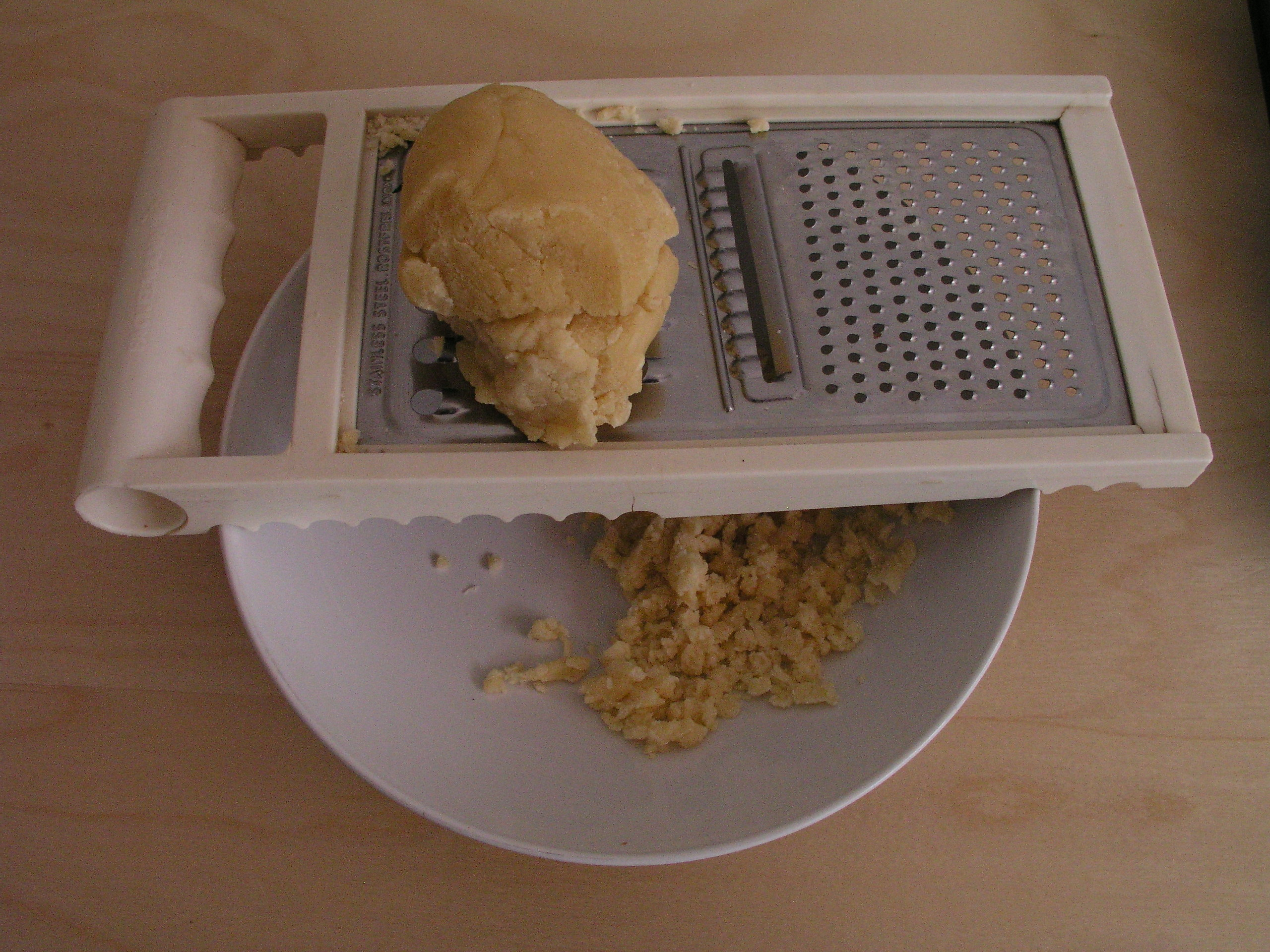
Tarhonya die geraspt wordt